# 이니고 마르티네스
이니고 마르티네스 베리디(Iñigo Martínez Berridi, 1991년 5월 17일 ~ )는 스페인의 축구 선수이다. 현재 사우디 프로페셔널리그의 알나스르에서 센터백으로 활약하고 있다.

## 국가대표 경력
- 2012 하계 올림픽 남자 축구

## 수상

#### 아틀레틱 클루브
- 수페르코파 데 에스파냐 : 2021

#### 바르셀로나
- 라리가 : 2024-25
- 국왕컵 : 2024-25
- 수페르코파 데 에스파냐 : 2025

#### 스페인
- UEFA U21 유로 : 2013

### 개인
- 라리가 시즌의 팀 : 2024-25
- UEFA U21 유로 토너먼트의 팀 : 2013